# Стерх-БМ
Стерх-БМ — белорусский беспилотный летательный аппарат, разработанный и выпускаемый Минским авиаремонтным заводом. Серийное производство планировалось начать в 2013 году.

## История
Создание беспилотного аппарата велось на протяжении 5 лет, впервые результат работы продемонстрировали в 2009 году. Тогда «Стерх-БМ» представили как БПЛА средней дальности. Полностью готовый образец презентован 9 августа 2012 года. ЛА создали в рамках авиационного комплекса «Филин».

## Описание
«Стерх-БМ» весит 65 кг и может развить крейсерскую скорость до 120 км/ч. Максимальная скорость аппарата составляет 200 км/ч, максимальная дальность полёта — 240 км. Размах крыла БПЛА равен 3,8 метра, а максимальная высота взлёта — 3000 метров. Дрон оснащён бензиновым поршневым двигателем, системами GPS и ГЛОНАСС. Планер может взлетать, следовать по маршруту и приземляться без помощи оператора. Разработка летательного аппарата стоила около 500 000 долларов США. Серийная модель обойдётся в 250 000 долларов.

## Поставки
БПЛА планировалось поставлять на внутреннем рынке. В первую очередь — Министерству обороны Беларуси, МВД и МЧС. Планировалось продвижение БПЛА на рынки стран СНГ и ОДКБ. Генеральный предприятия Евгений Вайцехович в августе 2012 года заявил, что Куба заинтересована не только в приобретении «Стерх-БМ», но и в создании совместного сборочного производства данных аппаратов на своей территории.